# Харківська школа фотографії
Харківська школа фотографії — явище українського мистецтва другої половини XX—початку XXI століття.
Визначення "харківська школа фотографії" введено у науковий обіг мистецтвознавцем Тетяною Павловою та обѓрунтоване в її кандидатській дисертації. Термін сформувався у колі групи "Час", створеної в 1971 році при Харківському обласному фотоклубі. Учасники групи "Час" — це коло однодумців, які практикували активний художній підхід до створення фотозображень, що виразився у розробленій групою "Час" "теорії удару". Згідно з цією теорією, фотографія має бути сильним висловлюванням. До групи "Час", яку ініціювали Євгеній Павлов (1949) та Юрій Рупін (1946-2008), входили Борис Михайлов (1938), Олег Мальований (1945), Олександр Супрун (1945), Геннадій Тубалєв (1944-2006), Олександр Ситниченко (1949), Анатолій Макієнко (1949). У 1975 році через радикальні творчі практики групи "Час" владою був закритий Харківський обласний фотоклуб. Ззовні склалося враження, що діяльність групи припинилася. Однак творчі контакти її учасників зберігалися довгий час. Спільні зйомки і виставки практикувалися до кінця 1980-х. Помітною акцією стала виставка у Харківському будинку вчених (1983), що тривала всього один день і була закрита за вимогами цензури. Остання спільна зйомка і виставка групи пройшли в 1988 році на фото-вакаціях у Болгарії, біля міста Созополь.
У подальшому до кола групи "Час" приєдналися Віктор Кочєтов (1947), Роман П’ятковка (1955) і Сергій Солонський (1957). Наступна фаза розвитку пов’язана з утворенням у 1986 році групи "Держпром", що звернулася до прямої фотографії. До групи увійшли Міша Пєдан (1957), Володимир Старко (1956), Ігор Манко (1962), Леонід Пєсін (1956), Сергій Братков (1960), Костя Мельник (1960), Геннадій Маслов (1959), Борис Редько (1959). Знаменною подією стали виставки F-87 i F-88, організовані за ініціативою Міши Пєдана в Палаці студентів, передчасно закриті адміністрацією.
У 1990-ті роки Михайлов, Братков і Солонський об’єдналися в "Групу швидкого реагування", спрямувавши свої провокативні акції на київську арт-сцену. У цей час харківська фотографія збагатилася низкою талановитих авторів, як-от: Ігор Чурсін (1962), Ігор Карпенко (1964), Андрій Авдєєнко (1963), які повернули до студійної фотографії.
Серед представників молодого покоління ХШФ — Сергій Кочєтов (1972), Саша Маслов (1984), Ігор Чекачков (1989), Андрій Рачинський (1990), Данило Ревковський (1993), а також утворена в 2010 році група "Шило": Владислав Краснощок (1980), Сергій Лебединський (1982), Вадим Трикоз (1984); та утворена у 2014 група "Boba-group": Василіса Незабаром (1975), Юлія Дроздек (1978). 
У 2001 році в Муніципальній галереї виставкою "Музей Фотографії в Харкові" (куратор Тетяна Павлова), було розпочато процес музеєфікації харківської фотографії. Наприкінці 2010-х років ініціативу підхопив Сергій Лебединський створенням приватного "Музею Харківської Школи Фотографії" (MOKSOP).